# Râul Mușchiu
Râul Mușchiu este un curs de apă, afluent al râului Ialomicioara. 